# ジョン・サンビー
ジョン・ウィリアム・サンビー（英語: John William Saunby、1858年8月25日 - 1925年6月22日）は、カナダ・メソジスト教会の宣教師である。
1858年カナダのオタワに生まれる。ヴィクトリア大学を卒業し、オタワ・メソジスト教会ロンドン年会で按手礼を受けて、1886年に日本へ派遣される。
東京で日本語を学び、1887年4月自給伝道隊の一人として、甲府に派遣され山梨県尋常師範およぶ山梨中学校教師としてメソジストの開拓伝道に派遣された。1889年に金沢に派遣されるが、1893年健康上の理由でカナダに帰国した。
1910年再来日し、1917年まで金沢で奉仕をする。1918年に根岸、日暮里町、亀戸、東町などで社会事業センター、東東京伝道事業を組織する。1921年に健康を害して、退職し帰国する。
カナダへ帰国後はブリティッシュ・コロンビア州のヴィクトリアに住み、教会活動を手伝いながら、日本に関する本を執筆する。